# 観音寺 (陸前高田市)
観音寺（かんのんじ）は、岩手県陸前高田市矢作町にある真言宗智山派の寺院。山号は長谷山。本尊は十一面観音。気仙三十三観音霊場第7番札所。長谷寺、常膳寺と共に気仙三観音と呼ばれる。

## 歴史
大同年間に坂上田村麻呂の副将軍である別府隼人が蝦夷たちを平定したものの、当地において滞在中に病死し、それを悼んで家臣の一人が墓を建てたとされる。田村麻呂もこれに哀しみ、観世音菩薩を納め、「西光寺」として創建された。その後天正年間に西光寺は本吉郡大島に移転し、1604年（慶長9年）に現在地に観音堂を移し、「観音寺」と号した。

## 文化財
観音堂厨子内に安置される木造天部形立像（伝毘沙門天）、木造六臂十一面観音菩薩立像、木造観音菩薩立像（伝虚空蔵菩薩）の3軀が2015年（平成27年）11月6日、岩手県から有形文化財に指定された。

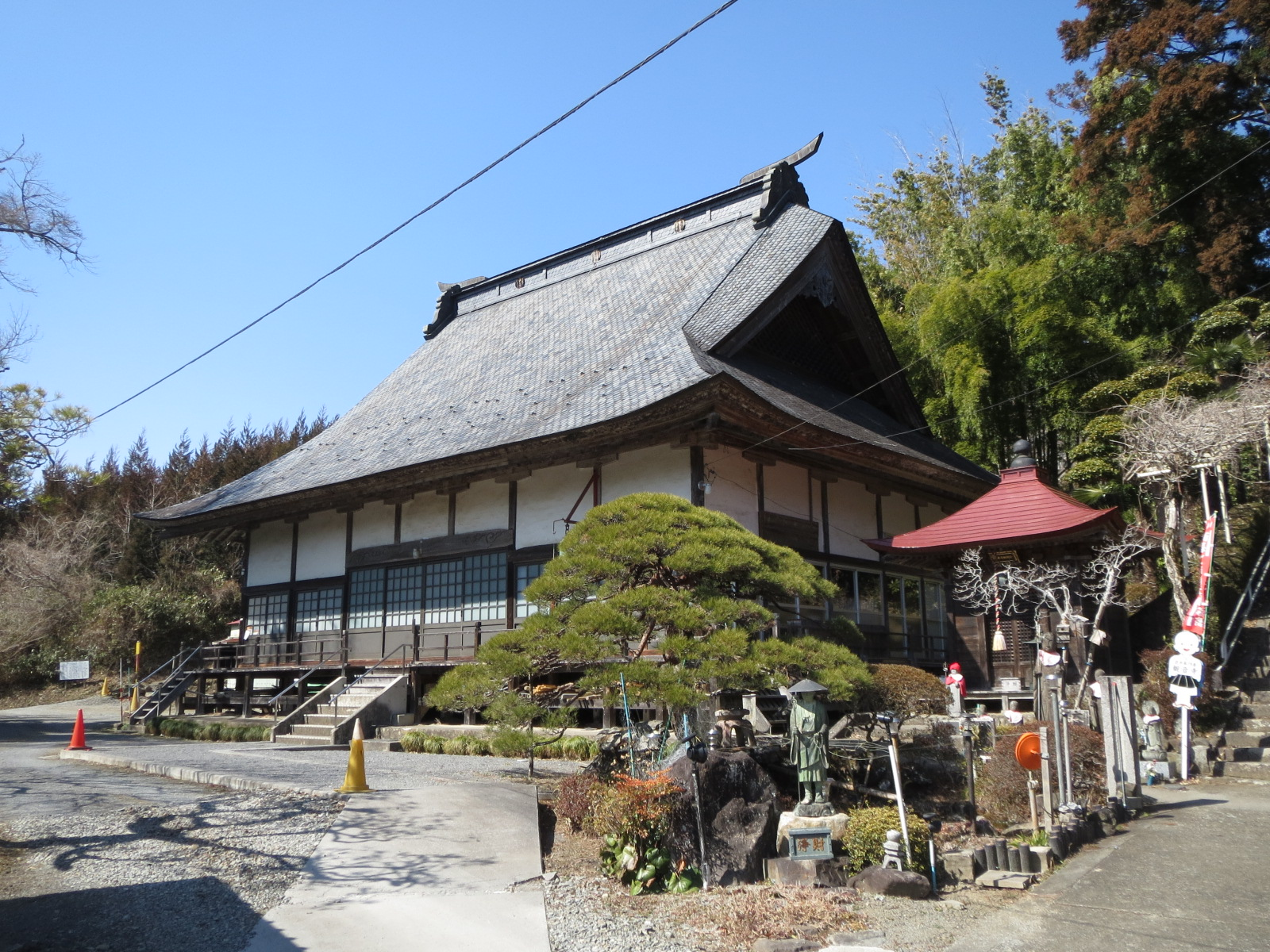
本堂
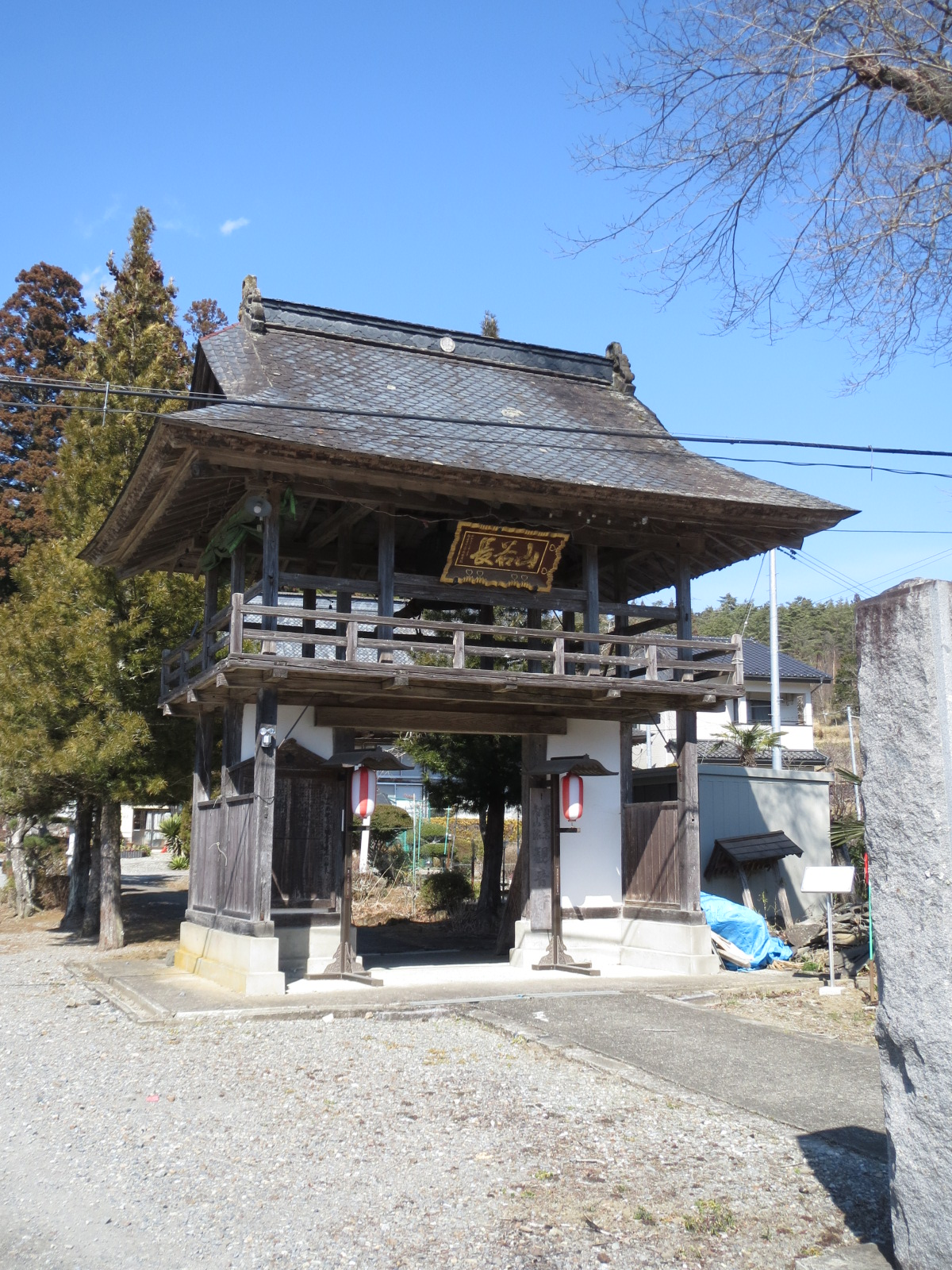
山門